# Seeleopard
Der Seeleopard (Hydrurga leptonyx) ist eine in südpolaren Gewässern verbreitete Robbenart. Seinen Namen bekam er wegen seines gefleckten Fells und weil er ein Beutegreifer ist, der neben Kleintieren (Krill) und Fischen auch warmblütige Wirbeltiere wie Pinguine und junge Robben anderer Arten erbeutet.
Der wissenschaftliche Gattungsname ist von den altgriechischen Worten hydor (Wasser) und ergates (Arbeiter) abgeleitet. Der Artzusatz besteht aus den altgriechischen Worten leptos (schmal) und onyx (Kralle).

## Merkmale
Seeleoparden haben einen sehr stromlinienförmigen Körper, der sie im Wasser beachtliche Geschwindigkeiten erreichen lässt. Ihr Kopf ist ungewöhnlich abgeflacht und wirkt beinahe reptilienartig. Die Vorderflossen sind stark verlängert; der Seeleopard bewegt sich im Wasser mit kräftigen, simultanen Schlägen dieser Vorderflossen fort, er kann eine Geschwindigkeit von 40 km/h erreichen. Ein männlicher Seeleopard ist etwa 3 m lang, die größeren Weibchen können nahezu 4 m lang werden. Das Gewicht eines Männchens liegt bei 270 kg, das eines Weibchens bei fast 400 kg. Die Farbe ist oberseits dunkelgrau und unterseits silbrig weiß mit grauen Flecken am Kopf und an den Flanken.

## Verbreitungsgebiet

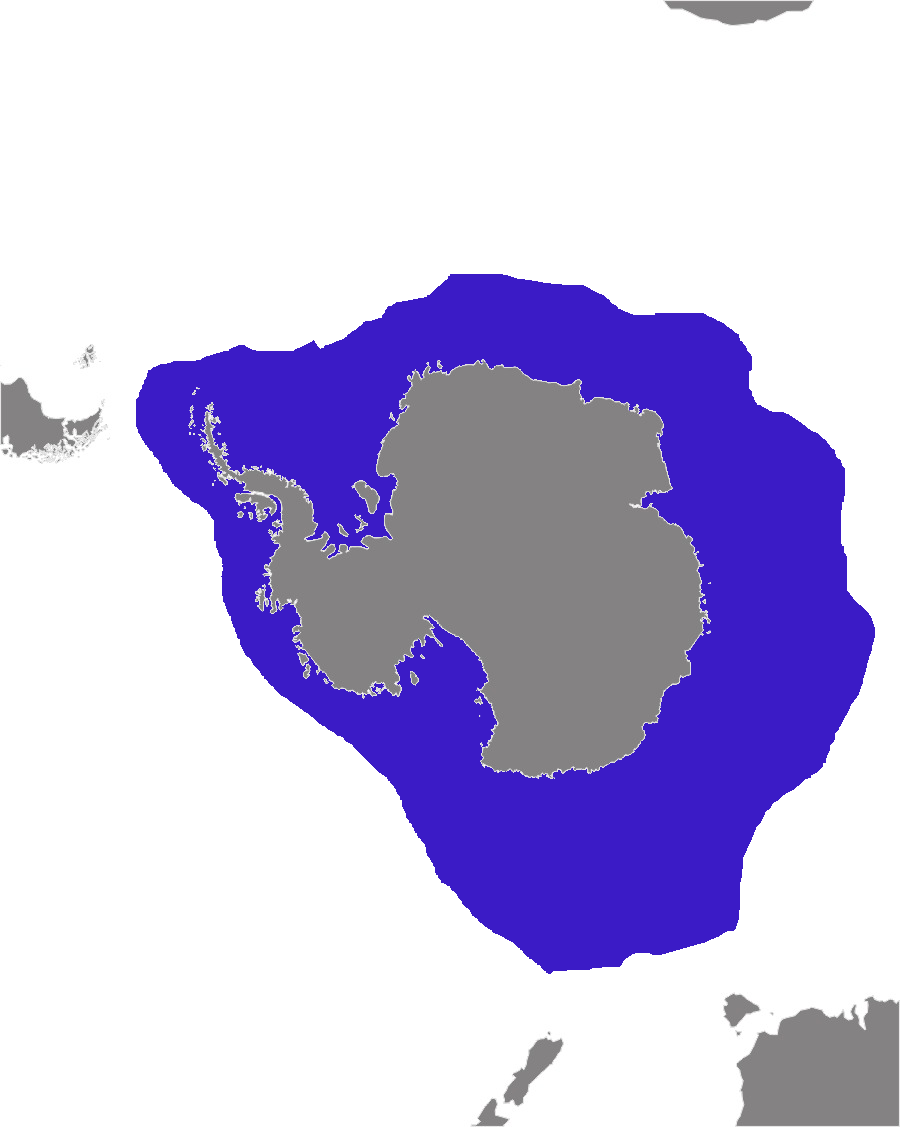
Antarktika

Der Seeleopard ist ein Tier der antarktischen Meere. Rund um den antarktischen Kontinent bewegt er sich am Rande des Packeises. Vor allem Jungtiere gehen oft an den Küsten subantarktischer Inseln an Land und sind dort ganzjährig anzutreffen. Selten gelangen wandernde oder verirrte Tiere auch nach Australien, Neuseeland, Südafrika oder Feuerland.
Nach dem Krabbenfresser und der Weddellrobbe ist der Seeleopard die häufigste Robbe der Antarktis. Man schätzt, dass 400.000 Individuen in den südpolaren Meeren leben.
Gegenwärtig scheint die Art nicht bedroht zu sein. An natürlichen Feinden haben Seeleoparden nur Schwertwale zu fürchten, die jedoch nach Beobachtungen der Meeresbiologen Robert Pitman und John Durban nur bei knapperem Nahrungsangebot Seeleoparden angreifen und erbeuten.

## Lebensweise

### Ernährung

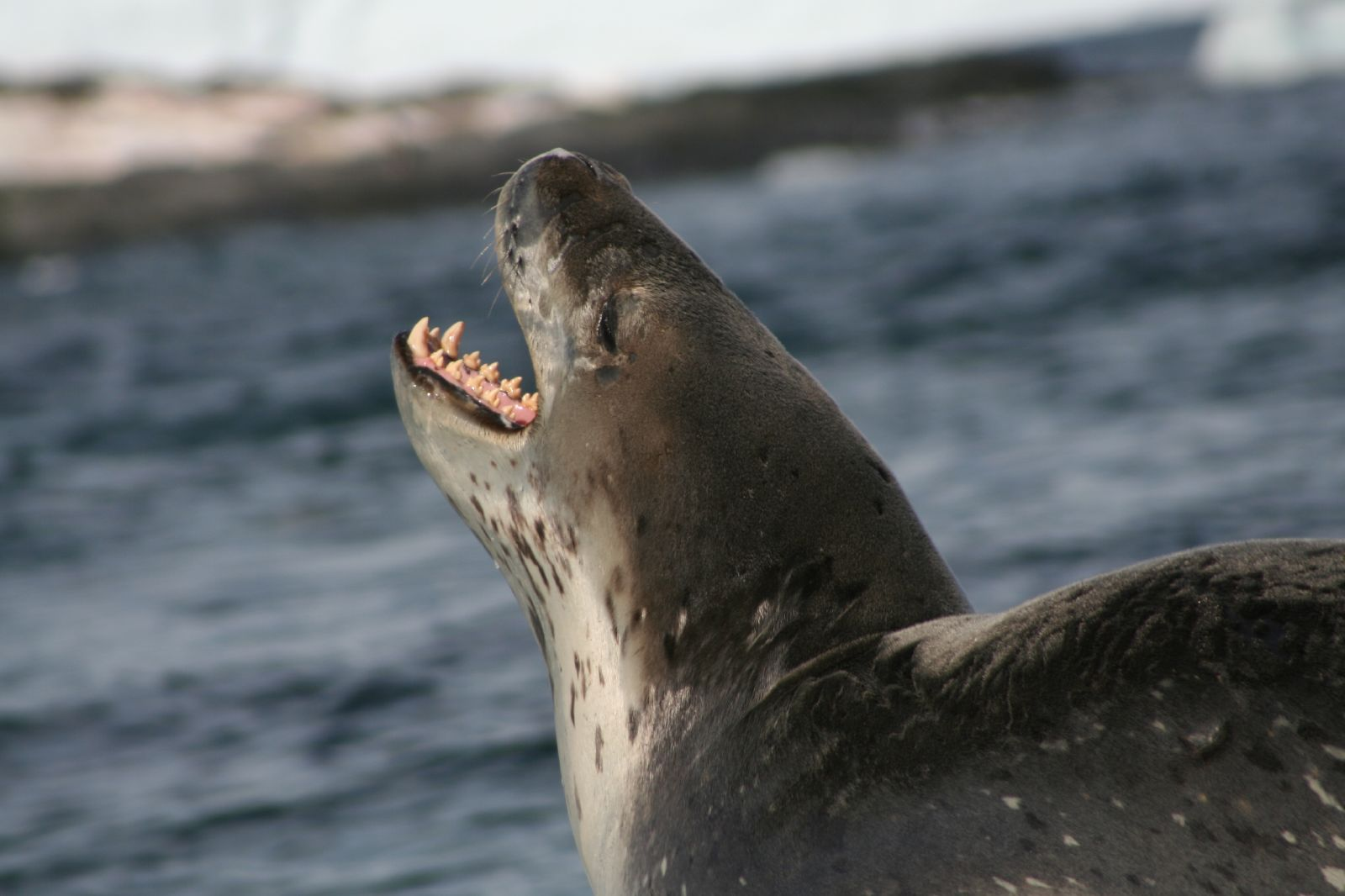
Kopf-Detail mit deutlich sichtbarem Gebiss.

Nach dem Schwertwal ist der Seeleopard das beherrschende Raubtier der Südpolarregion. Häufig stellt er Krabbenfressern, Weddellrobben, Seebären und Pinguinen nach. Manche Seeleoparden haben sich dabei auf die Robbenjagd spezialisiert, während andere hauptsächlich Pinguine jagen. Die Beutetiere werden nach Möglichkeit im Wasser gepackt und getötet. Fliehen die Tiere auf das Eis, folgt der Seeleopard ihnen gelegentlich auch dorthin. Vor allem Krabbenfresser tragen oft Narben von Angriffen durch Seeleoparden.
Bemerkenswerterweise ernährt sich der Seeleopard nicht nur von großen Wirbeltieren, sondern zu etwa gleichen Teilen auch von Krill, also kleinen Krebstieren des Planktons. Fische spielen in seiner Nahrung dagegen eine eher untergeordnete Rolle. Den Krill filtert er mit einem Röhrensystem seiner Backenzähne, das dem des Krabbenfressers ähnelt, aber längst nicht so komplex ist. Durch Aussparungen an seinen Zähnen kann er Wasser aus dem Maul pressen, während der Krill hängen bleibt.
Im Durchschnitt besteht die Nahrung eines Seeleoparden zu 45 % aus Krill, zu 35 % aus Robben, zu 10 % aus Pinguinen und zu 10 % aus sonstigen Tieren (Fische, Kopffüßer).
Eine Studie zum Ernährungsverhalten von Seeleoparden, die als Wandergäste die neuseeländische Küste erreichten, ergab, dass dort Knorpelfische (Seekatzen und insbesondere auch Dornhaie) bis zu 11 % des Beutespektrums ausmachen können.

### Sozialverhalten und Fortpflanzung

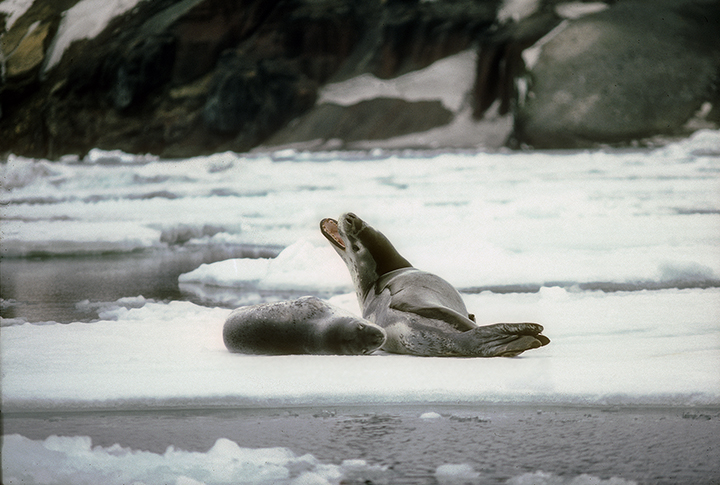
Seeleopard-Weibchen mit Jungem

Seeleoparden sind Einzelgänger. Lediglich jüngere Tiere finden sich manchmal zu kleinen Verbänden zusammen. Zwischen November und Februar findet im Wasser die Paarung statt. Darüber hinaus halten Männchen und Weibchen keinen Kontakt. Zwischen September und Januar wird auf dem Packeis das einzige Junge geboren, das vier Wochen lang gesäugt wird. Mit drei bis vier Jahren sind Seeleoparden geschlechtsreif, ihre Lebenserwartung liegt bei etwa 25 Jahren.

## Seeleopard und Mensch
Seeleoparden gehören zu den für den Menschen mitunter gefährlichen Tieren. Allerdings ist von nur wenigen Angriffen berichtet worden. Beispiele aggressiven Verhaltens gegenüber in der Nähe befindlichen Menschen und Angriffe wurden dokumentiert. Die Robben attackierten dabei Boote oder sprangen unvermittelt aus dem Wasser, um einen Menschen am Bein zu packen. Betroffen waren Mitglieder von Expeditionen oder Mitarbeiter von Forschungsstationen. Solcherlei Angriffe rühren vermutlich daher, dass Seeleoparden nicht selten versuchen, vom Wasser aus an der Eiskante stehende Beutetiere – wohl hauptsächlich Pinguine – zu ergreifen. Dabei dürfte das genaue Erkennen der Beute schwierig sein.
Seeleoparden zeigen augenscheinlich große Vorliebe dafür, die schwarzen, torpedoförmigen Pontons von Festrumpfschlauchbooten anzugreifen. Daher wurde es notwendig, diese mit einem speziellen Schutz vor Durchlöcherung zu versehen.
Erwähnenswerte Vorfälle:
- Der Angriff eines großen Seeleoparden auf Thomas Orde-Lees (1877–1958), ein Mitglied der Endurance-Expedition (1914–1917) unter der Leitung von Sir Ernest Shackleton, ereignete sich, als die Mannschaft ihr Lager auf dem Eis aufschlug.[3] Ein 3,7 m langer und 500 kg schwerer Seeleopard verfolgte Orde-Lees dabei über das Eis. Der Verfolgte kam nicht zu Schaden, weil ein Mitglied der Expedition den Seeleoparden erschoss.
- 1995 wurde der schottische Polarforscher Gareth Wood zweimal ins Bein gebissen, als ein Seeleopard versuchte, ihn vom Eis ins Wasser zu ziehen. Seine Begleiter konnten ihn retten, indem sie dem Seeleoparden wiederholt mit ihren spikebewehrten Schneeschuhen gegen den Kopf traten.[3][4]
- Am 22. Juli 2003 wurde die 28-jährige britische Wissenschaftlerin Kirsty Brown der British Antarctic Survey beim Schnorcheln in der Nähe der Forschungsstation Rothera von einem Seeleoparden angegriffen. Sie konnte von Kollegen geborgen und in der Station ärztlich behandelt werden, erlag aber eine Stunde später ihren schweren Verletzungen.[4] Dies ist der einzige bekannt gewordene Todesfall durch einen Seeleoparden.
- Andererseits berichtete der kanadische Naturfotograf Paul Nicklen, dessen Unterwasser-Nahaufnahmen der Pinguinjagd eines Seeleopardenweibchens 2007 mit mehreren Preisen ausgezeichnet wurden, von der friedlichen Kontaktaufnahme des Tieres. Dieses brachte ihm sogar wiederholt seine Beute und legte sie z. B. auf der Kamera ab. Der Fotograf sagte dazu, gegenüber mit ihnen tauchenden Menschen seien die Tiere selten aggressiv, sondern eher neugierig.[5]